# 孟密县
孟密县是缅甸掸邦下辖的一个县。

## 历史沿革
2014年2月3日，缅甸政府以皎梅县马本镇区和孟密镇区新设孟密县。

## 行政区划
孟密县下辖马本镇区和孟密镇区2个镇区。